# SSX4
SSX4 (англ. SSX family member 4B) – білок, який кодується однойменним геном, розташованим у людей на X-хромосомі. Довжина поліпептидного ланцюга білка становить 188 амінокислот, а молекулярна маса — 21 858.
| 10         |  | 20         |  | 30         |  | 40         |  | 50         |
| ---------- |  | ---------- |  | ---------- |  | ---------- |  | ---------- |
| MNGDDAFARR |  | PRDDAQISEK |  | LRKAFDDIAK |  | YFSKKEWEKM |  | KSSEKIVYVY |
| MKLNYEVMTK |  | LGFKVTLPPF |  | MRSKRAADFH |  | GNDFGNDRNH |  | RNQVERPQMT |
| FGSLQRIFPK |  | IMPKKPAEEE |  | NGLKEVPEAS |  | GPQNDGKQLC |  | PPGNPSTLEK |
| INKTSGPKRG |  | KHAWTHRLRE |  | RKQLVVYEEI |  | SDPEEDDE   |  |            |

A: Аланін

C: Цистеїн

D: Аспарагінова кислота

E: Глутамінова кислота

F: Фенілаланін

G: Гліцин

H: Гістидин

I: Ізолейцин

K: Лізин

L: Лейцин

M: Метіонін

N: Аспарагін

P: Пролін

Q: Глутамін

R: Аргінін

S: Серин

T: Треонін

V: Валін

W: Триптофан

Задіяний у таких біологічних процесах, як транскрипція, регуляція транскрипції, альтернативний сплайсинг. 